# روبرتو زیویسا
روبرتو زیویسا (انگلیسی: Roberto Zywica؛ زادهٔ ۲۱ ژانویهٔ ۱۹۴۷) ورزشکار اهل آرژانتین است.
از باشگاه‌هایی که در آن بازی کرده‌است می‌توان به ریور پلاته، استاد رنس، تولوز، جیمناسیا لاپلاتا، بانفیلد و تیم ملی فوتبال آرژانتین اشاره کرد.
وی همچنین در تیم ملی فوتبال 1967 Argentina بازی کرده است.